# Schuld daran ist Rio
Schuld daran ist Rio (Originaltitel: Blame It on Rio) ist eine US-amerikanische Filmkomödie von Stanley Donen aus dem Jahr 1984. Der Film ist eine Neuverfilmung der französischen Komödie Aller Anfang macht Spaß (Un moment d'égarement) von Claude Berri aus dem Jahr 1977.

## Handlung
Matthew Hollis und Victor Lyons sind Freunde, die beide unglückliche Ehen führen. Die Ehefrau von Lyons verlangt die Scheidung. Die Freunde und ihre Töchter Jennifer Lyons sowie Nicole Hollis fahren zum Urlaub nach Rio de Janeiro. Matthew und Jennifer haben Sex, als sie eine brasilianische Party besuchen. Matthew will am nächsten Tag, dass es bei einer Nacht bleibt, aber Jennifer wünscht sich eine Dauerbeziehung. Sie beginnen eine Affäre. Victor Lyons findet heraus, dass seine Tochter einen älteren Liebhaber hat, was ihn wütend macht. Er versucht, die Identität des Mannes zu erfahren; Matthew hilft ihm zum Schein dabei. Matthew will schließlich seinen Freund nicht mehr täuschen und offenbart ihm, dass er selbst die gesuchte Person sei. Matthew will mit Jennifer Schluss machen. Sie ist damit nicht einverstanden, was sie durch einen Suizidversuch demonstriert. Im Krankenhaus lernt sie einen neuen Liebhaber kennen.

## Kritiken
Roger Ebert verglich den Film in der Chicago Sun-Times mit einer „zynischen Sitcom“ und bezeichnete ihn als „fragwürdig“. Die Handlung sei die „übliche Dummheit“ („usual silliness“). Ebert lobte nur die Persönlichkeit und die körperlichen Vorzüge von Michelle Johnson, in der er „die nächste Bo Derek“ sah.

„Albernes Lustspiel um Ehemüdigkeit, Midlifecrisis und Seitensprünge der Männer, ohne Witz und intelligente Einfälle wie ein knallbunter Werbeprospekt inszeniert.“

## Auszeichnungen
Michelle Johnson wurde im Jahr 1985 für die Goldene Himbeere nominiert.

## Hintergrund
Der Film wurde in Rio de Janeiro gedreht. Er spielte in den Kinos der USA 18,6 Millionen US-Dollar ein.

## Einzelbelege
1. ↑  Kritik von Roger Ebert
2. ↑  Schuld daran ist Rio. In: Lexikon des internationalen Films. Filmdienst, abgerufen am 2. März 2017.
3. ↑  Drehorte für Blame It on Rio
4. ↑  Business Data for Blame It on Rio